# Ehrenberg (Rhön)
Ehrenberg település Németországban, Hessen tartományban. Lakosainak száma 2570 fő (2023. december 31.). Ehrenberg Poppenhausen és Gersfeld (Rhön) községekkel határos.

## Népesség
A település népességének változása:
| Lakosok száma | 2547 | 2615 | 2594 | 2535 | 2539 | 2549 | 2570 |
|               | 2014 | 2016 | 2017 | 2019 | 2021 | 2022 | 2023 |